# Dialoge (Lem)
Dialoge (original: Dialogi) ist ein Buch von Stanisław Lem, in dem er aus philosophischer Perspektive die Kybernetik analysiert. Die Form lehnt sich an die sokratischen Dialoge an: ein Lehrer (Philonous) unterhält sich mit seinem Schüler (Hylas), beantwortet seine Fragen und Einwände und erstellt dabei eine Theorie der Kybernetik. Von der sokratischen Mäeutik unterscheidet sich die von Lem verwendete Form dahingehend, dass größtenteils der Lehrer erläuternd vorträgt und nur vereinzelt das „Hervorbringen“ der Einsichten beim Schüler geschieht. Die Protagonisten Hylas und Philonous sind wiederum von „Drei Dialoge zwischen Hylas und Philonous“ von George Berkeley entlehnt, die sich mit Metaphysik und Phänomenologie beschäftigen.
Lem schrieb die Dialoge in den Jahren 1954–1955, der „überraschte Verleger“ veröffentlichte sie in einer Auflage von 3000 Exemplaren, diese „...ging kaum weg. Ein kritisches Echo blieb ganz aus.“ Die deutsche Erstausgabe erschien 1980 bei Suhrkamp.

## Inhalt
In insgesamt acht Unterhaltungen erörtern die Dialogpartner Fragen der Kybernetik. Ausgangspunkt ist Hylas' Hypothese, bei vollständiger Kenntnis der atomaren Zusammensetzung des Körpers eines Menschen sei seine Unsterblichwerdung möglich, indem bei Bedarf eine genaue Kopie verfertigt werden könnte, die damit Träger des Bewusstseins der so replizierten Person sei. Im Dialog ergeben sich zahlreiche Widersprüche, die insbesondere im Problem der Kontinuität des individuellen Bewusstseins liegen.
In den folgenden Dialogen entwickelt sich die Problemstellung weiter, die Analyse wird teils abstrakter. Lem vertritt durchaus offensiv die These, dass Intelligenz und Bewusstsein durchaus auf anderen Substraten als dem eiweiß/kohlenstoffbasierten des irdischen Lebens möglich sein könnten, verortet dort aber analoge, notwendige Lern- und Bewusstwerdungsprozesse wie jene, die bei der menschlichen Entwicklung stattfinden.
In den letzten Dialogen verschiebt sich die Perspektive von Individuum und Bewusstsein hin zur Gesellschaft als Ganzes, die von Lem ebenfalls als kybernetisches System analysiert wird. Die Zielsetzung dabei ist, ein Gesellschaftsmodell zu entwerfen, welches wachsende Freiheitsgrade der Individuen bei gleichzeitigem Ausbleiben destabilisierender „Oszillationen“ ermöglicht und – zumindest nach seiner Realisierung – ohne die Anwendung von Gewalt stabil bleiben kann. Lem bezieht sich dabei teils explizit auf den Systemgegensatz des Kalten Krieges zwischen der kapitalistischen Gesellschaftsordnung insbesondere der Vereinigten Staaten und dem planwirtschaftlichen Sozialismus des damaligen Ostblocks. Er spricht im Verlauf beiden Systemen die Fähigkeit ab, sich in die angestrebte Richtung entwickeln zu können.
In den Anhang der 1971 erschienenen, zweiten Auflage der Dialoge wurde das Essay Angewandte Kybernetik: ein Beispiel aus der Soziologie aufgenommen, der sich nochmals konkreter mit den planwirtschaftlichen Verhältnissen in Polen auseinandersetzte. Aus kybernetischer Sicht analysiert Lem Oszillationen und Pathologien eines Systems, welches auf verschiedenen Organisationsebenen unterschiedliche Mechanismen zur Problembewältigung entwickelt, die sich voneinander entkoppeln können. Konkret diagnostiziert er informelle Gruppenbildungen auf unteren Ebenen, die angesichts einer Ressourcenmangellage an den planwirtschaftlichen Strukturen vorbei Projekte umzusetzen versuchen, weiter eine Zentralmacht, die von diesen Prozessen zunehmend abgeschirmt wird und nur noch über eine Fiktion der Steuerung verfügt. Diese Kritik aus kybernetischer Perspektive ziehe eine aufwändige und undankbare Reformarbeit nach sich, letztere sei aber mittel- bis langfristig unvermeidbar.
Eine deutsche Übersetzung des Textes erschien 1981 im Sammelband „Essays“.

## Verortung in Lems Werk
Jerzy Jarzȩbski macht in mehreren folgenden Werken Lems die literarische Durchdeklinierung von Motiven der kybernetischen Gesellschaftsentwicklung aus den Dialogen aus, insbesondere im kurz nach den Dialogen erschienenen Eden sowie der Rückkehr von den Sternen. Edward J. Valauskas sieht in den Dialogen und den Überlegungen zur kybernetischen Konstruktion einer idealen Welt die Vorahnung der Bemühungen von Trurl und Klapauzius in der Kyberiade.
Lem selbst ordnet die Dialoge als ersten seiner vier Versuche einer „Allgemeinen Theorie von Allem“ ein: auf die Dialoge (1957) folgte die Summa Technologiae (1964), die Philosophie des Zufalls (1968) und zuletzt Phantastik und Futurologie (1970). Unter diesen „Erlösungsbüchern“ nähmen die Dialoge laut Lem „einen noch recht naiven Platz ein. Ich erwartete von der Kybernetik mehr, als sie erfüllen konnte.“

## Ausgaben
Erstausgabe: Dialoge. Suhrkamp Verlag Frankfurt am Main, 1980. ISBN 3-518-11013-6